# Dorfkirche Satzkorn

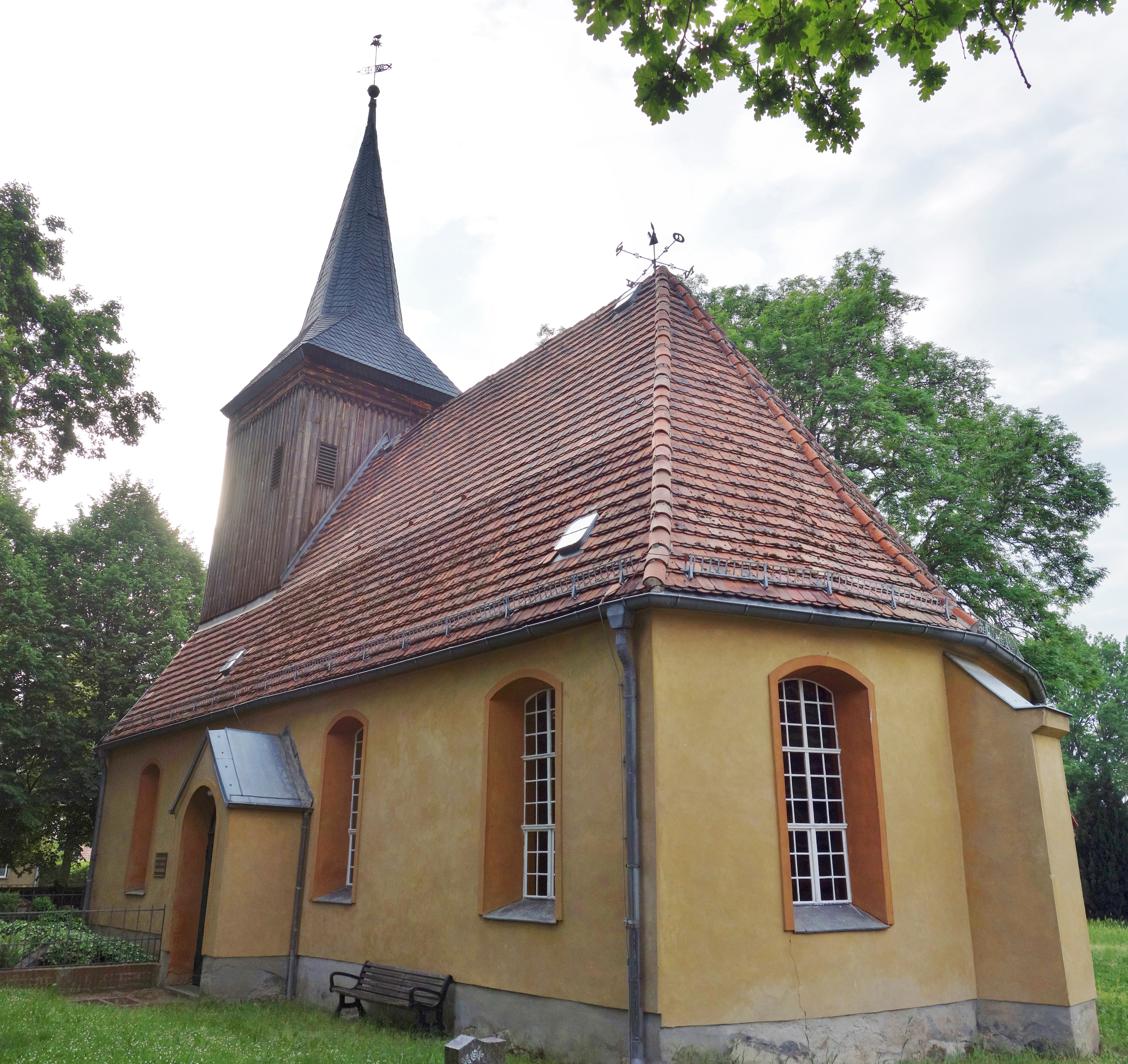
Dorfkirche Satzkorn

Die evangelische Dorfkirche Satzkorn ist eine Feldsteinkirche aus dem 13. Jahrhundert in Satzkorn, einem Ortsteil der Stadt Potsdam in Brandenburg. Die Kirchengemeinde gehört zum Kirchenkreis Falkensee der Evangelischen Kirche Berlin-Brandenburg-schlesische Oberlausitz.

## Lage
Die Dorfstraße führt von Norden kommend in südsüdwestlicher Richtung durch den Ort. Die Kirche steht östlich der Straße auf einem Grundstück mit einem Kirchfriedhof, der mit einer Mauer aus unbehauenen und nicht lagig geschichteten Feldsteinen eingefriedet ist.

## Geschichte
Die Dorfkirche entstand im 13. Jahrhundert. Satzkorn wurde im Landbuch Karls IV. im Jahr 1375 erstmals urkundlich erwähnt und war zu dieser Zeit im Besitz derer von Bardeleben. Das Dorf war 32 Hufen groß, davon stand dem Pfarrer eine Hufe zu (ebenso 1450). Unklar ist jedoch, ob Satzkorn einen eigenen Pfarrer hatte oder möglicherweise seelsorgerisch aus einer anderen Pfarre betreut wurde. Um 1500 war Satzkorn Tochterkirche von Fahrland. Im Jahr 1669 erfolgte ein tiefgreifender Umbau. Das Bauwerk wurde nach Osten hin verlängert und mit einem konkaven Chor versehen, Material ist verputztes Backsteinmauerwerk. Das Bauwerk erhielt weiterhin Stichbogenfenster, einen verbretterten Dachturm sowie im Westen einen kleinen Anbau. Weitere Umbauten sind aus den Jahren 1873 und 1908 bekannt. Das Kirchenpatronat lag im 19. Jahrhundert beim Gut Satzkorn.
Eine Restaurierung erfolgte im Jahr 2001. Im 21. Jahrhundert zeigen sich dennoch deutlich Mängel. Hinter dem Altar zieht sich ein Riss durch die östliche Wand; gelegentlich fallen bei einem Sturm Dachziegel herunter. Anfang 2021 wurde ein Ingenieurbüro beauftragt, eine Schadensanalyse durchzuführen und ein Sanierungskonzept zu erarbeiten. Die Untersuchungen kamen zu dem Schluss, dass umfangreiche Arbeiten erforderlich seien. Die Dachkonstruktion muss restauriert und das Kirchenschiff neu gedeckt werden. Außerdem sind umfangreiche Instandsetzungsarbeiten im Außen- und Innenbereich notwendig. Der Dachraum ist zudem mit Holzschutzmitteln belastet, die in der Zeit der DDR genutzt wurden. Die Kosten für die Sanierung werden auf 677.000 Euro geschätzt.

## Baubeschreibung

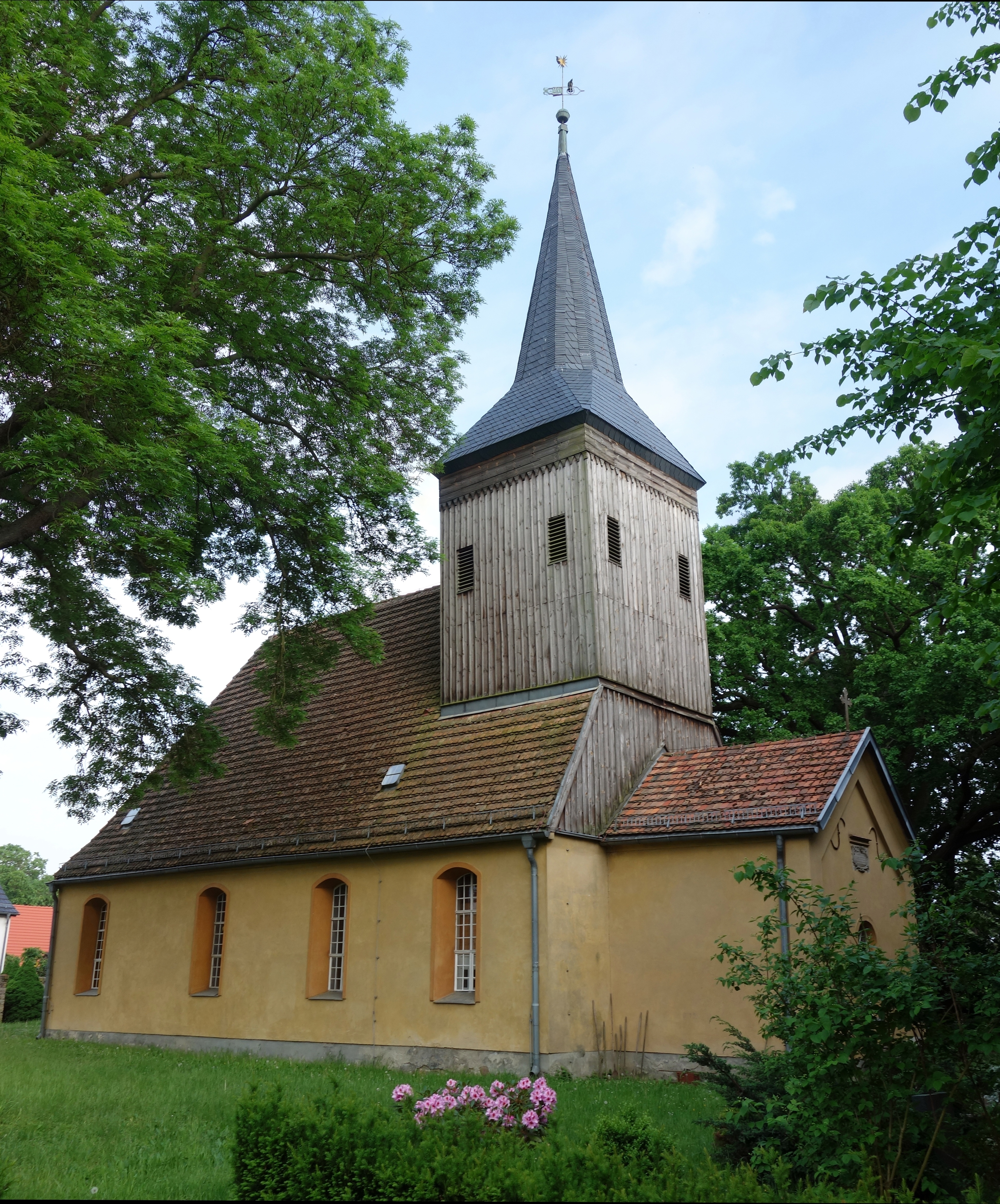
Ansicht von Nordwesten

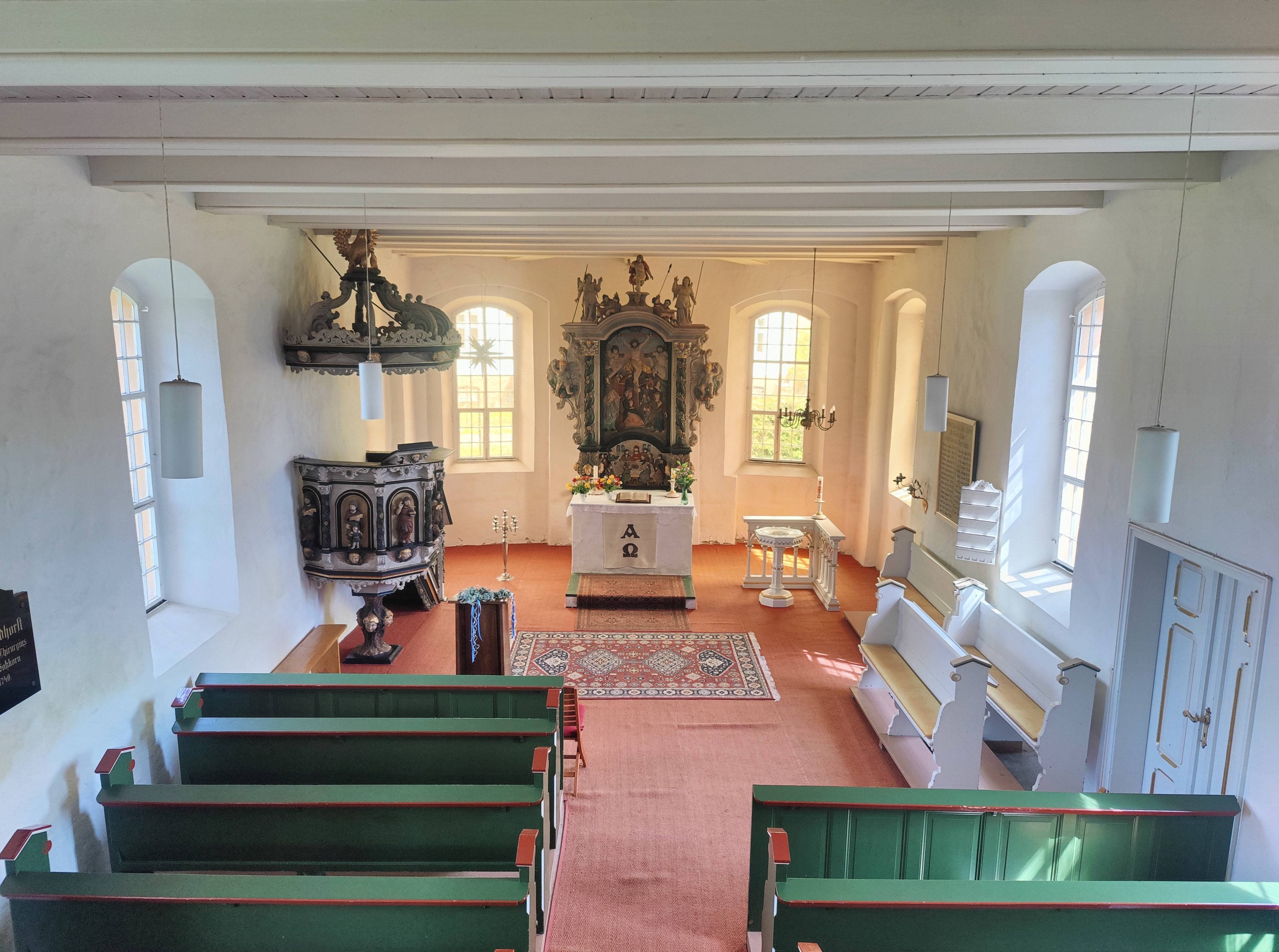
Innenraum (2023)

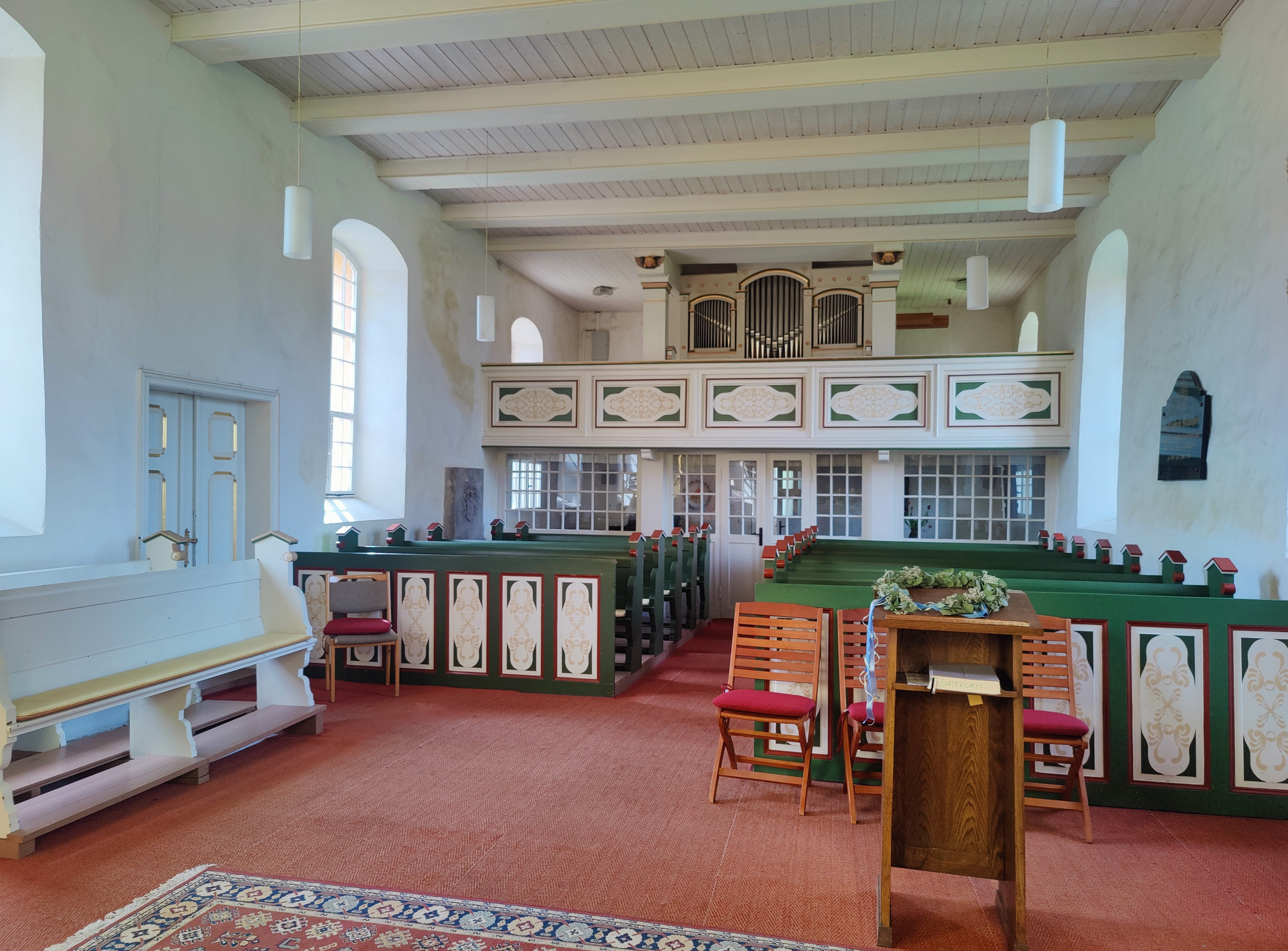
Innenraum, Blick zur Orgel

Das Bauwerk entstand zunächst im Wesentlichen aus Feldstein; beim tiefgreifenden Umbau im 17. Jahrhundert kam Mauerstein zum Einsatz. Die Flächen wurden später verputzt; lediglich ein umlaufender Sockel aus Feldsteinen blieb dabei erhalten. Der Chor ist nicht eingezogen und konkav ausgeführt; an der Ostseite befindet sich ein Strebepfeiler. Links und rechts hiervon ist je ein Stichbogenfenster, ebenso an der Nord- und Südseite des Chors.
Das Kirchenschiff hat einen rechteckigen Grundriss. An der Nord- und Südseite sind drei weitere Stichbogenfenster. Zwischen dem zweiten und dritten Fenster der Südseite ist ein kleiner, rechteckiger Anbau mit einer Pforte an der Westseite und einer weiteren Pforte an der Südseite. Anbau und Schiff tragen ein schlichtes Satteldach, das am Schiff jedoch nach Osten hin abgewalmt ist.
Der Hauptzugang erfolgt von Westen durch eine Vorhalle mit einem großen Portal, das an der Südseite platziert wurde. Oberhalb des Kirchenschiffs sich ein verbretterter Dachturm mit hochrechteckigen Klangarkaden. Darüber ist ein geknickter Spitzhelm, der mit Turmkugel, Wetterfahne und Stern abschließt.

## Ausstattung
Auf der blockförmigen Mensa steht ein geschnitztes Altarretabel aus der Zeit um 1670. Im Altarblatt sind Reliefs von der Kreuzigung Christi und dem Abendmahl Jesu zu sehen. Sie werden von laubbesetzten Säulen und Wangen aus Knorpelwerk umrahmt. Dazwischen sind Putten mit Leidenswerkzeug zu sehen. Der Altarauszug zeigt auf dem Gebälk den Auferstandenen zwischen Grabeswächtern und Engeln.
Die Kanzel stammt aus derselben Werkstatt und ist eine Stiftung von Elisabeth von Hünicke aus dem Jahr 1671. Ihre Familie besaß von vor(?) 1412 bis 1739 Anteile am Dorf. Der Kanzelkorb ist fünfseitig und mit Figuren von Jesus Christus und den Evangelisten verziert, dazwischen Weinlaubsäulen und Schnitzwerk. Zur weiteren Kirchenausstattung gehört eine hölzerne Fünte sowie ein Speisegitter; beide aus den Jahren 1872/1873.
In der Turmvorhalle stehen vier Epitaphe aus dem 17. Jahrhundert. Sie zeigen eine Frau und drei Männer (diese in Rüstung) der ortsansässigen Adelsfamilie von Hünicke und sind annähernd lebensgroß. Das Kirchenschiff trägt eine Holzbalkendecke und besitzt im Westen eine Empore. Darauf steht eine Orgel, die Carl Eduard Gesell in den Jahren 1872/1873 schuf. Das Instrument besitzt 8 Register auf einem Manual und Pedal. Eine rekonstruktive Restaurierung erfolgte 2010. Im Turm hängen drei Glocken.